# Вдовиченко, Марина Викторовна
Марина Викторовна Вдовиченко (род 1970, Москва) — научный сотрудник НИИТИАГ, кандидат искусствоведения.
Основная область научных интересов — история архитектуры XVII века, заключительного этапа русского позднего Средневековья, а также новгородская архитектура и археология.
Заместитель главного редактора сборника «Архитектурное наследство» с 2006 года.

## Биография
Марина Вдовиченко родилась в Москве в 1970 году, в 1994 году окончила кафедру истории отечественного искусства исторического факультета МГУ им. М. В. Ломоносова.
С 1999 года работала в секторе Свода памятников в Государственном институте искусствознания, готовила материалы для первого тома Свода по Владимирской области, который вышел из печати в 2004 году.
С того же года участвует в экспедициях архитектурно-археологического отряда, работающего в основном в Великом Новгороде и Владимирской области, под руководством Вл. В. Седова.
Участвовала в раскопках церкви Спаса на Нередице, Мартирьевской паперти Софийского собора, Благовещенского монастыря на Мячине, Борисоглебского собора в Детинце, церкви Вознесения на Прусской улице, вала Окольного города, Пантелеймонова и Юрьева монастырей (Великий Новгород), Борисоглебской церкви в Кидекше, собора Боголюбовского монастыря, Пятницкой церкви во Владимире, Сретенского монастыря в Гороховце (Владимирская область), а также базилики VI века в Апамее Киботос (Динар, Турция).
В 2001 году в ГИИ защитила кандидатскую диссертацию, посвященную архитектуре шестистолпных храмов XVII века.
С 2004 года работает в НИИТИАГ.
С 2006 года является организатором ежегодной Всероссийской научной конференции «Архитектурное наследство», сборник материалов этой конференции выпускается дважды в год и входит в Перечень российских рецензируемых научных журналов.
Марина Викторовна осуществляет комплектацию, научное редактирование и подготовку к передаче в издательство материалов для сборника, координирует работу по его продвижению в наукометрических базах данных.
С 2013 года ведёт самостоятельные раскопки храма Андрея Юродивого на Ситке, который располагался недалеко от Новгорода.

## Награды
- Благодарность Президента Российской Федерации (8 августа 2022 года) — за активное участие в деятельности Российского исторического общества[3].

1. Вдовиченко М. В. Архитектура русских монастырей // Русские монастыри. Центральная часть России. — 1995. — С. 12 – 17.
2. Вдовиченко М. В. Троицкий собор Макарьева-Желтоводского монастыря // Архив архитектуры. М., 1997. Вып. IX. С. 211—230.
3. Вдовиченко М. В. Троицкий собор XVII века в Пскове к. XVII в. // Филёвские чтения. Тезисы конференции. М., 1999. С. 3 — 4.
4. Вдовиченко М. В. Собор Валдайского Иверского монастыря // Новгородские древности / Архив архитектуры. М., 2000. Вып. XI. С. 256—288.
5. Вдовиченко М. В. Дата и заказчик Успенского собора в Ярославле // Чтения памяти И. П. Болотцевой. Сб. статей. Ярославль, 2001. Вып. V. С. 3 — 10.
6. Вдовиченко М. В. Шестистолпные храмы XVII века. Автореф. дисс. канд. иск. Москва, 2001.
7. Вдовиченко М. В. О первоначальной композиции Спасо-Преображенского собора в Тамбове // Архив наследия — 2001. М., 2002. С. 9 — 25.
8. Вдовиченко М. В. Статьи по архитектурным памятникам Владимирской области // Красная книга. Предостережение. М., 2003. С. 138, 197, 201, 234—235, 251, 263, 280—281, 282, 365—366.
9. Вдовиченко М. В. Трехшатровые храмы XVII века: к вопросу о происхождении, географии и хронологии строительства//Филёвские чтения. Тезисы конференции. М., 2003. С. 11-13.
10. Вдовиченко М. В. Шестистолпный тип храма в XVII веке // Филёвские чтения. М., 2003. Вып. X. С. 263—270.
11. Вдовиченко М. В. В составе редколлегии, статьи по памятникам // Свод памятников архитектуры и монументального искусства. Владимирская область. М., 2004. Ч. 1.
12. Седов Вл. В., Вдовиченко М. В. Шатры в ярославском зодчестве XVII века // Вестник Российского гуманитарного научного фонда. М., 2004. № 1 (34). С. 161—168.
13. Седов Вл. В., Вдовиченко М. В. Шатры в ярославском зодчестве XVII века // Чтения памяти И. П. Болотцевой. Сб. статей. Ярославль, 2004. Вып. VIII. С. 94-98.
14. Вдовиченко М. В. Церковь Одигитрии в Вязьме // Проект классика. XI — MMIV. С. 123—127.
15. Вдовиченко М. В. Архитектура северных соборов XVII века // Памятники русской архитектуры и монументального искусства XVI—XX вв. М., 2005. Вып. 7. С. 27-62.
16. Седов Вл. В., Вдовиченко М. В., Пежемский Д. В. Архитектурно-археологические и антропологические исследования у церкви Благовещения на Мячине близ Новгорода в 2004 г. // Новгород и Новгородская земля. История и археология. Великий Новгород, 2005. Вып. 19. С. 31-41.
17. Вдовиченко М. В., Пежемский Д. В., Седов Вл. В. Архитектурно-археологические исследования у церкви Благовещения на Мячине близ Новгорода // Археологические открытия 2004 года. М., 2005. С. 19-21.
18. Вдовиченко М. В. Художественные особенности и датировка Успенского собора в Ярославле // Ростов. Архиерейский дом и русская художественная культура второй половины XVII века. Ростов, 2006. С. 27-36.
19. Вдовиченко М. В., Седов Вл. В. Архитектурно-археологическое исследование западного притвора церкви Благовещения на Мячине в 2005 г. // Новгород и Новгородская земля. История и археология. Великий Новгород, 2006. Вып. 20. С. 61-66.
20. Архитектурно-археологические исследования Благовещенского монастыря на Мячине в 2005 г.//Новгород и Новгородская земля. История и археология. Великий Новгород, 2006. Вып. 20. С. 46-52. (В соавторстве с Седовым Вл. В., Мерзлютиной Н. А., Пежемским Д. В.).
21. Вдовиченко М. В. Архитектура ярославского Успенского собора // Успенский собор в Ярославле. Ярославль, 2007. С. 147—168.
22. Вдовиченко М. В. Смоленский Успенский собор XVII века: типология, хронология, стиль//Архитектурное наследство. Москва, 2008. Вып. 48. С. 143—148.
23. Археологические раскопки Благовещенского монастыря близ Новгорода в 2006 г.// Новгород и Новгородская земля. История и археология. Великий Новгород, 2007. Вып. 21. С. 53-62. (В соавторстве с Седовым Вл. В., Мерзлютиной Н. А., Пежемским Д. В.).
24. Седов Вл. В., Вдовиченко М. В., Мерзлютина Н. А. Раскопки Благовещенского монастыря на Мячине и собора Пантелеймонова монастыря в 2007 г. // Новгород и Новгородская земля. История и археология. Вып. 22. Великий Новгород, 2008. С. 38-52.
25. Плинфяные подпольные саркофаги Благовещенского монастыря на Мячине и Новгорода // Новгород и Новгородская земля. История и археология. Великий Новгород, 2008. Вып. 22. С. (В соавторстве с Седовым Вл. В.).
26. Вдовиченко М. В. Церковь Одигитрии в Вязьме и многошатровые памятники XVII века // Памятники русской архитектуры и монументального искусства XVI—XX вв. М., 2008. Вып. 8. С. 33-58.
27. Вдовиченко М.В. Архитектура больших соборов XVII века. — М.: ИНДРИК, 2009. — 400 с.
28. Седов Вл. В., Вдовиченко М. В., Мерзлютина Н. А. Архитектурно-археологические исследования новгородских Благовещенского и Пантелеймонова монастырей в 2009 г. // Новгород и Новгородская земля. История и археология. Вып. 24. Великий Новгород, 2010. С. 50-62.
29. Седов Вл. В., Вдовиченко М. В. Архитектура для археологии // Фомичева Юлия, Юдина Евгения. Архитектура для археологии. Каталог выставки в Академии архитектуры и строительных наук. М., 2012. С. 3-4. (В соавторстве с Седовым Вл. В.)
30. Седов Вл. В., Вдовиченко М. В., Мерзлютина Н. А. Археологические исследования Благовещенского и Пантелеймонова монастырей в 2010 году // Новгород и Новгородская земля. История и археология. Великий Новгород, 2012. С. 60-76.
31. Седов Вл. В., Вдовиченко М. В., Мерзлютина Н. А. Архитектурно-археологические раскопки в Пантелеймоновом монастыре в 2011 году // Новгород и Новгородская земля. История и археология. Великий Новгород, 2012. С. 77-99.
32. Седов Вл. В., Вдовиченко М. В., Мерзлютина Н. А. Архитектурно-археологические раскопки Пантелеймонова и Благовещенского на Мячине монастырей и разведки средневековых каменных зданий в 2012 г. // Новгород и Новгородская земля. История и археология. Материалы научной конференции, посвященной 80-летию со дня рождения М. Х. Алешковского, Великий Новгород, 22-24 января, 2013 г. Вып. 27. Великий Новгород, 2013. С. 60-79.
33. Вдовиченко М. В. Архитектура и образ собора Новоспасского монастыря // Архитектурное наследство. Вып. 61. М., 2014. С. 22-37.
34. Седов Вл. В., Вдовиченко М. В. Архитектурно-археологические исследования Пантелеймонова и Юрьева монастырей в Великом Новгороде в 2013 г. // Новгород и Новгородская земля. История и археология. Вып. 28. Великий Новгород, 2014. С. 94-115.
35. Вдовиченко М. В. Архитектурно-археологические исследования церкви Андрея на Ситке в 2013 году // Новгород и Новгородская земля. История и археология. Вып. 28. Великий Новгород, 2014. С. 116—120.
36. Седов Вл. В., Кадейшвили Е. А., Вдовиченко М. В. Фрески XII в. на стенах Георгиевского собора Юрьева монастыря под Великим Новгородом, открытые в ходе археологических работ 2013 г. // Реставрация и исследования памятников культуры. Вып. 7. СПб.-М., 2014. С. 15-19.
37. Седов Вл. В., Вдовиченко М. В. Георгиевский собор [часть энциклопедической статьи] // Архитектурное наследие Великого Новгорода и Новгородской области / составитель и научный редактор М. И. Мильчик. 2-е издание, исправленное и дополненное. СПб., 2014. С. 298.
38. Седов Вл. В., Вдовиченко М. В. Раскопки Георгиевского собора Юрьева монастыря в Великом Новгороде в 2014 г. // Новгород и Новгородская земля. История и археология. Вып. 29. Великий Новгород, 2015. С. 98-122.
39. Вдовиченко М. В. Архитектурно-археологические исследования церкви Андрея Юродивого на Ситке в 2014 году // Новгород и Новгородская земля. История и археология. Вып. 29. Великий Новгород, 2015. С. 142—149.
40. Седов Вл. В., Вдовиченко М. В., Кадейшвили Е. А. Декоративные росписи XII в. в Георгиевском соборе Юрьева монастыря (по результатам археологических исследований 2014 г.) // Реставрация и исследования памятников культуры. Вып. 8. СПб.-М., 2015.